# オールナイトニッポンDX
『オールナイトニッポンDX』（オールナイトニッポンデラックス）は、ニッポン放送で1997年10月6日から1998年3月27日まで放送されていたラジオ番組。

## 概要
ニッポン放送では、1997年の下半期番組編成（ナイターオフ期）にて、例年、平日ナイターオフ枠においてシリーズ化して放送していた『ヨッ!お疲れさん』を編成したが、ニッポン放送ローカルの場合、18時台と19時台をNRN系列の一部放送局向けの裏送りに対応して分割し、編成していた。特に、19時台では、1997年10月に『オールナイトニッポン』が放送開始30周年を迎えたことを記念して、かつて『オールナイトニッポン』のパーソナリティを務めたアーティストやタレントが出演する派生番組を編成した。
パーソナリティは、月曜から木曜は固定で、金曜は週替わりで、かつてのパーソナリティであったアナウンサーや、タレント、それにアーティストがパーソナリティとして出演したが、中には『オールナイトニッポン』にこれまで出演してこなかったタレントがパーソナリティを務めるケースもあった。

## 出演者

### パーソナリティ
- 月曜：吉田拓郎
- 火曜：ねのね（原田伸郎のみ[1]）
- 水曜：泉谷しげる
- 木曜：松山千春
- 金曜：週替わり
  - カメ&アンコー（亀淵昭信、斉藤安弘） - 1997年10月10日
  - 笑福亭鶴光 - 1997年10月17日
  - ビートたけし - 1997年10月24日、 浅草キッド - 1998年2月20日※ 「『ビートたけしのオールナイトニッポン』傑作選」
  - サンプラザ中野 - 1997年10月31日
  - いまに哲夫 - 1997年11月7日
  - 小田和正 - 1997年11月14日
  - 稲川淳二 - 1997年11月21日
  - 大瀧詠一 - 1997年11月28日
  - 尾崎亜美 - 1997年12月5日
  - 南こうせつ - 1997年12月12日
  - 大竹まこと - 1997年12月26日
  - 辻仁成 - 1998年1月9日
  - イルカ - 1998年1月16日
  - デーモン小暮閣下 - 1998年1月23日
  - 高橋幸宏 - 1998年1月30日
  - 坂崎幸之助 - 1998年2月6日
  - 原由子&野沢“毛ガニ”秀行 - 1998年2月13日
  - 久本雅美 - 1998年2月27日
  - 三宅裕司 - 1998年3月6日
  - 渡辺美里 - 1998年3月13日
  - TOSHI（元X JAPAN） - 1998年3月20日
  - 春風亭小朝 - 1998年3月27日

## 放送時間
※JST表記
- 平日 19:00 - 21:00 - 1997年10月6日 - 1998年3月27日

## ネット局
| 放送対象地域 | 放送局       | 放送時間                | 備考   |
| ------------ | ------------ | ----------------------- | ------ |
| 関東広域圏   | ニッポン放送 | 平日 19:00 - 21:00      | 制作局 |
| 北海道       | STVラジオ    | 平日 19:00 - 21:00      |        |
| 福岡県       | 九州朝日放送 | 平日 19:00 - 21:00      |        |
| 青森県       | 青森放送     | 平日 19:00 - 20:00      |        |
| 静岡県       | SBSラジオ    | 火 - 木曜 19:00 - 20:00 | [ 2 ]  |

## 特別番組
- 笑福亭鶴光のオールナイトニッポンDELUXE

2009年2月26日 27:00 - 29:00（27日 3:00 - 5:00）
読み方が同じ以外に当番組とは無関係であるが放送終了から約10年後に『鶴光のオールナイトニッポン』のDVD化に伴い、『オールナイトニッポンエバーグリーン』枠にて『オールナイトニッポン40時間スペシャル』以来1年振りに単発特番を編成。